# Småspov
Småspov (Numenius phaeopus) är en vadarfågel i familjen snäppor som häckar i norra delar av Europa och Asien. Vintertid flyttar den till kuster i Afrika, södra Asien och Australien. IUCN kategoriserar den som livskraftig. Tidigare behandlades amerikansk småspov (Numenius phaeopus) som underart till småspoven, men urskiljs numera oftare som egen art, sedan 2020 även av svenska BirdLife Sverige.

## Utbredning och systematik
Småspoven häckar i nordligaste Europa och i Asien, främst i Sibirien. I Sverige häckar de i norr ända upp på kalfjället. Den är en flyttfågel som övervintrar vid kuster i Afrika, södra Asien och Australasien. Idag delas den upp i fem underarter med följande utbredning:
- Numenius phaeopus islandicus (Brehm, 1831) – häckar på Island, Irland och Storbritannien
- europeisk småspov[4] Numenius phaeopus phaeopus – häckar från Norge och österut till Tajmyrhalvön i centrala norra Sibirien
- Numenius phaeopus alboaxillaris (Lowe, 1921) – häckar på stäppen norr om Kaspiska havet; övervintrar i södra Afrika (typexemplaret härstammar från Moçambique
- Numenius phaeopus rogachevae (Tomkovich, 2008) – häckar i norra centrala Sibirien
- Numenius phaeopus variegatus (Scopoli, 1786) – häckar i nordöstra Sibirien

Vissa inkluderar islandicus i nominatformen.

### Förekomst i Sverige
Småspov häckar på torrare myrmark och fuktiga fjällhedar, dessutom sparsamt på stora kalhyggen i inre Norrland. Den förekommer från västra Dalarna och västra Hälsingland till Torne lappmark, i västra Västerbotten samt i norra och västra Norrbotten.

### En eller flera arter?
Amerikansk småspov (Numenius hudsonicus) ansågs utgöra en egen art fram till 1957, men har efter dess fram tills alldeles nyligen inkluderats i småspoven och vissa gör det fortfarande. Genetiska studier visar dock att dessa två är tydligt åtskilda genetiskt. Även diagnostiska skillnader finns i storlek och dräkt. Av den anledningen urskiljs den sedan 2020 som egen art av svenska BirdLife Sveriges taxonomikommitté, liksom internationella taxonomiska auktoriteten International Ornithological Congress (IOC).

## Utseende och läte
Småspoven liknar storspoven men är betydligt mindre, vilket dock kan vara svårt att se på håll om man inte har andra fåglar att jämföra med. Den har också proportionellt en något kortare näbb. Den är 37–45 centimeter lång (varav näbben är mellan 6 och 9 centimeter), med ett vingspann på 76–89 cm och är trots sitt namn exempelvis större än myrspoven. Den är mestadels gråbrun men vingen har en mörk hand. Den har krökt näbb som är längst hos adulta honor.
Småspoven har en tydlig ljus "mittbena" på huvudet och ett kraftigare tygel än storspoven. I flykten sticker inte benen ut bakom stjärten. Amerikansk småspov är till skillad från småspoven helt brun på ryggen och har brun vingundersida.
Locklätet är en vissling, medan spellätet är en serie visslingar som övergår i en drill.

### Skillnader hos underarterna
Nominatformen N. p. phaeopus som häckar i Europa har vit rygg och övergump med tvärrandig gråbrun stjärt. Dess vingundersida är vit men armhålan, bakkanten och vingspetsen är brunvattrad. N. p. alboaxillaris, som häckar på stäppen norr om Kaspiska havet, är större än nominatformen, har helvit vingundersida, armhåla, övergump och undergump. Den har över lag en mycket ljus undersida och är mer distinkt gråfärgad. även vit buk. N. p. variegatus, som häckar i nordöstra Sibirien, skiljs från de andra genom att ha en cigarrformad vit fläck på ryggen med brun övergump och stjärt. Vingundersidan är också mörkare brun än hos N. p. phaeopus. 

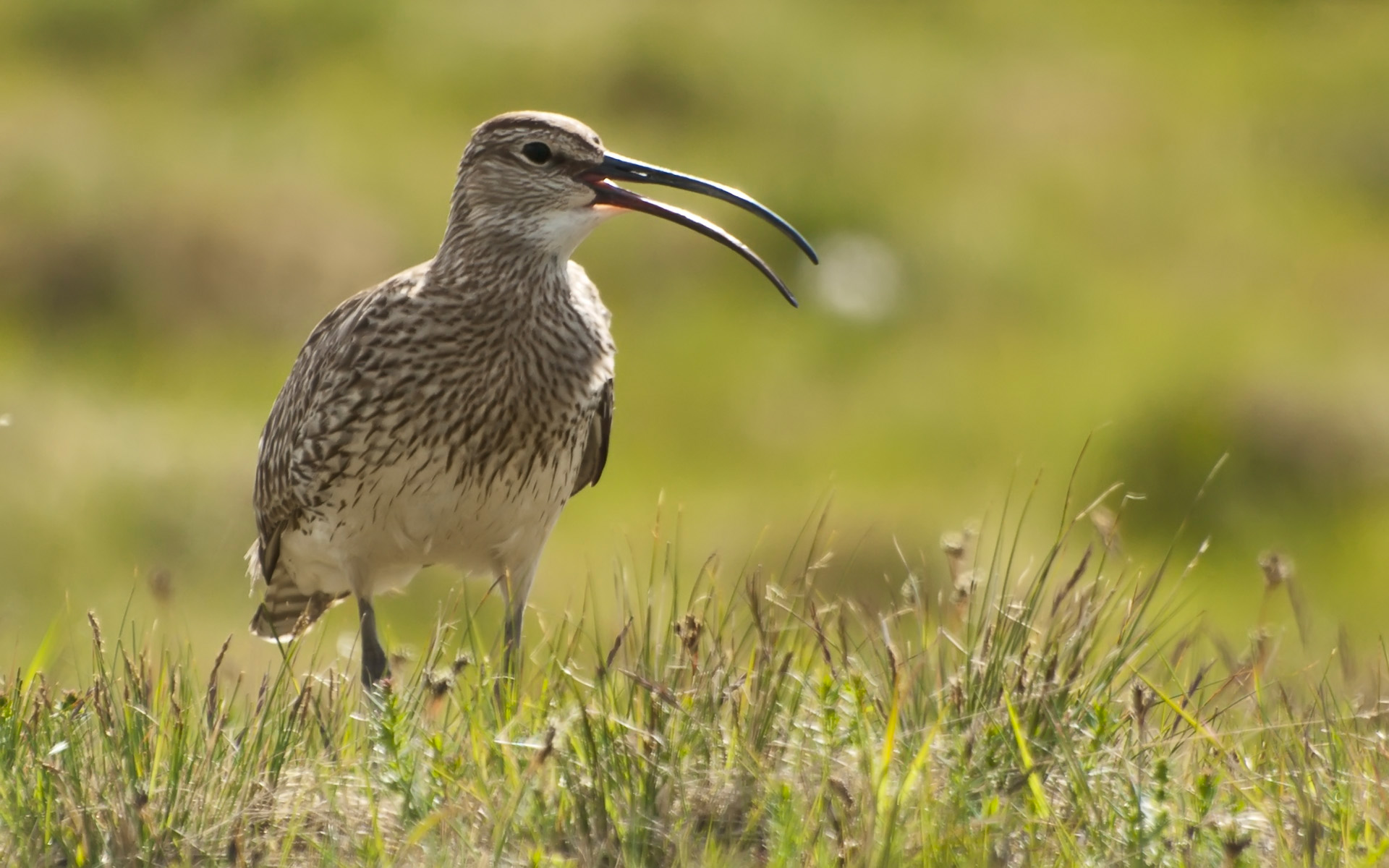
Underarten islandicus vid häckningsområdet i Kotvöllur, Island.
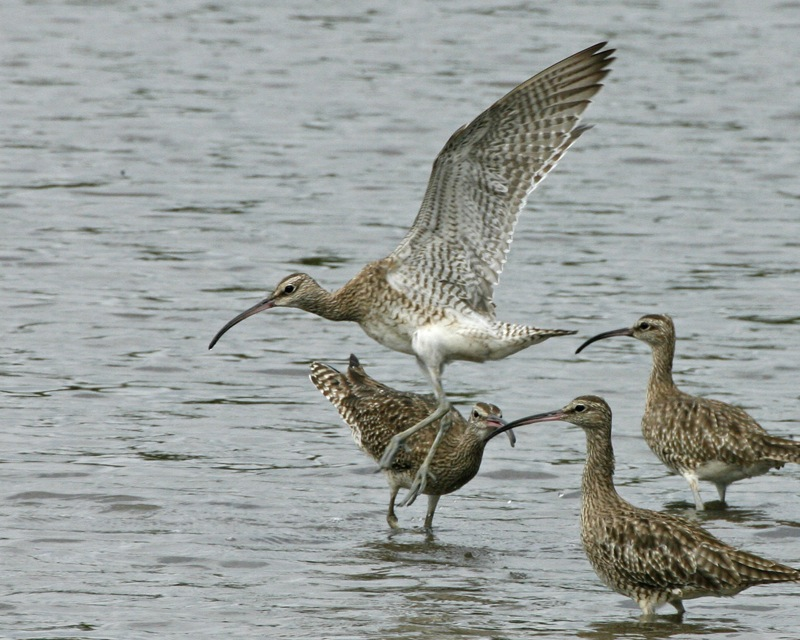
Underarten variegatus på övervintringslokal i Indonesien.
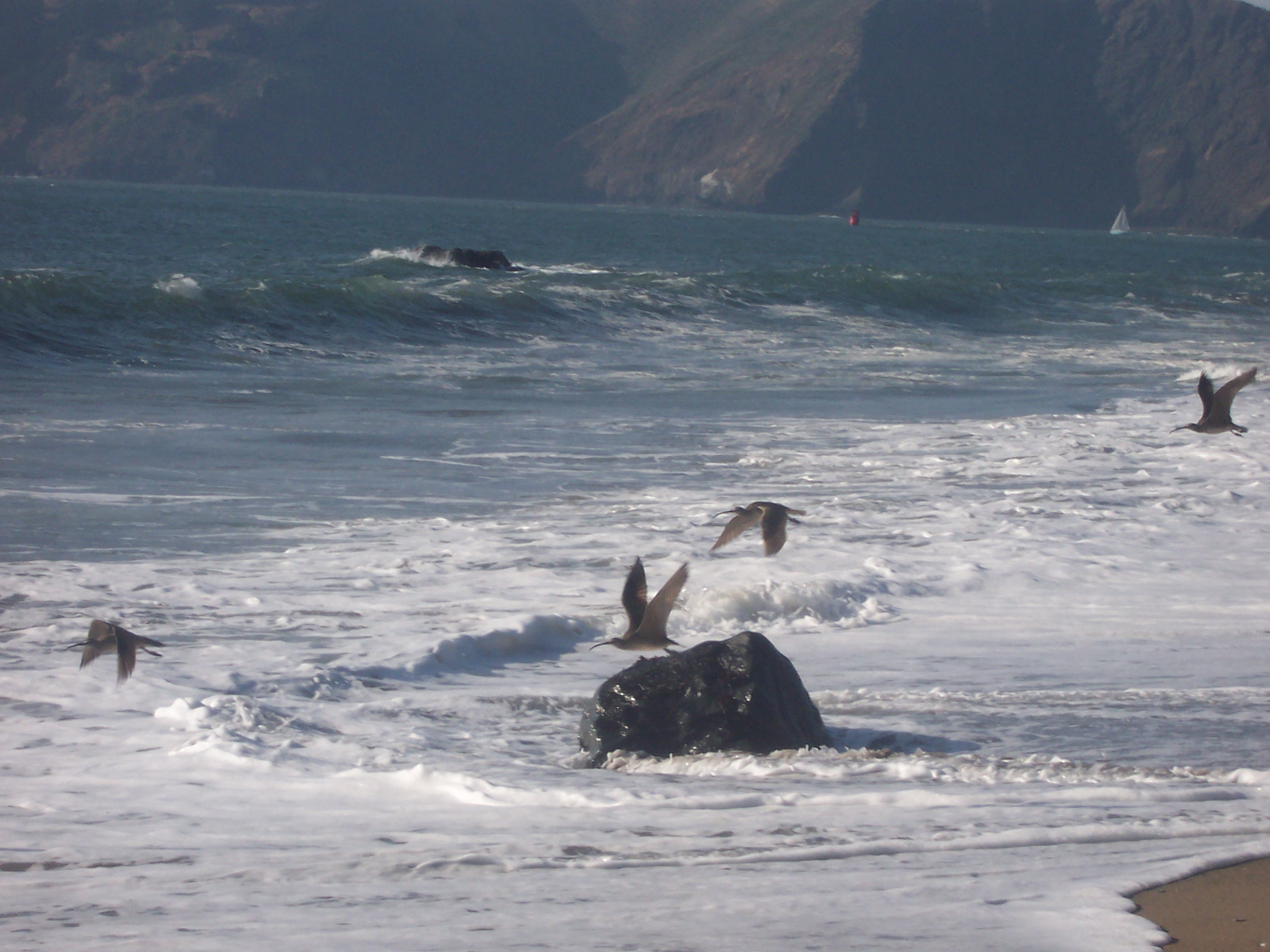
Amerikanska småspovar (N. hudsonicus) vid Golden Gate i Kalifornien. Notera bruna vingundersidor.

## Ekologi

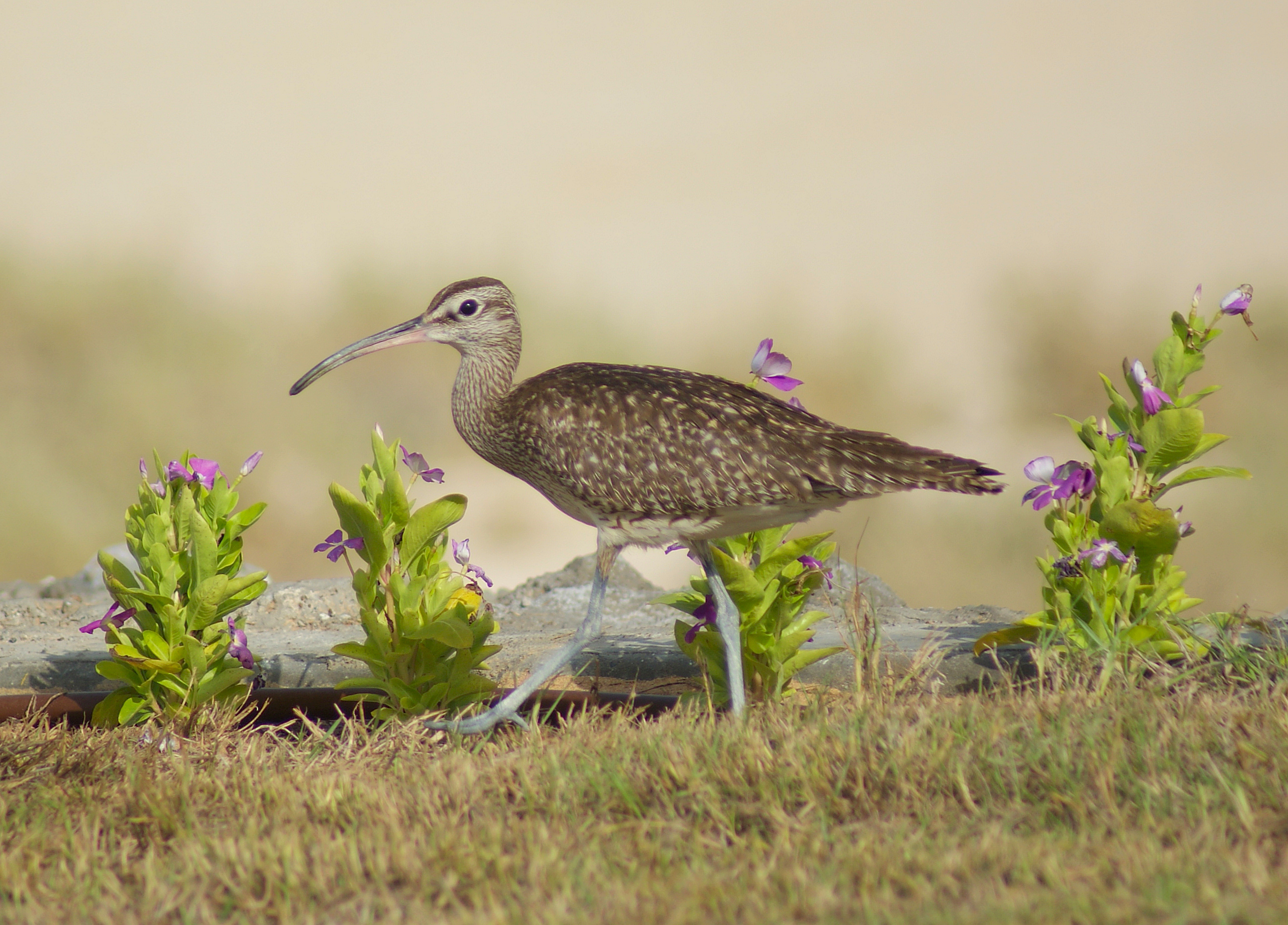
Småspov av okänd underart fotograferad i Abu Dhabi.

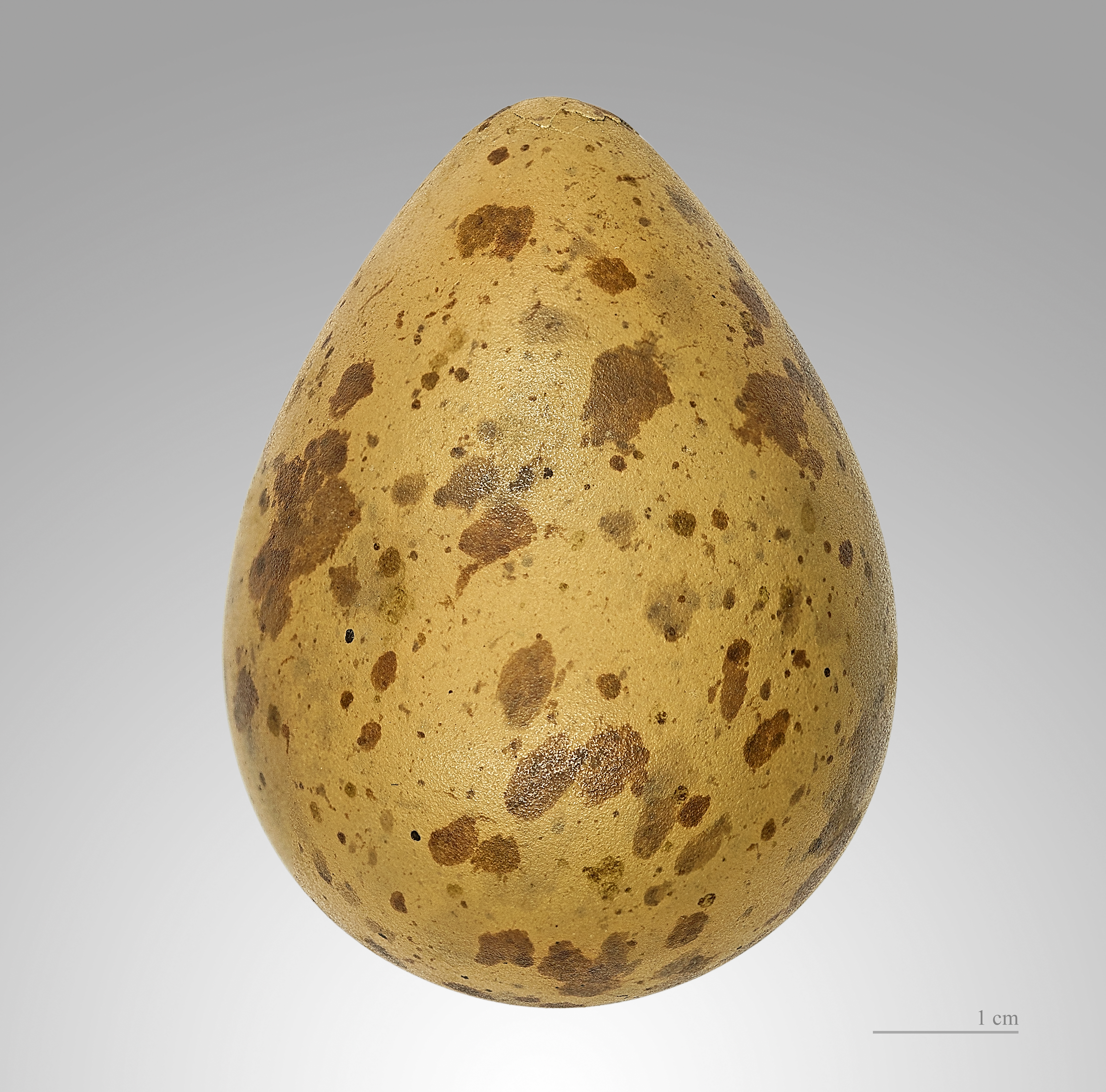
Ägg av småspov.

Vanliga häckplatser är fjällhedar, myrar, kalhyggen och stäppmarker. Det är vanligt att några par häckar nära varandra i en mindre koloni. Boet är en grop i marken. Honan lägger tre till fem ägg. Båda föräldrarna ruvar äggen och vaktar sedan fåglarna mot inkräktare. De kan till och med anfalla människor som kommer för nära boet. Den äter olika smådjur som den plockar på marken.

## Småspoven och människan

### Status och hot
Småspoven har ett stort utbredningsområde och en stor global population, men minskar i antal, dock inte tillräckligt kraftigt för att anses vara hotad. Internationella naturvårdsunionen IUCN kategoriserar den som livskraftig (LC), men inkluderar amerikansk småspov i bedömningen. Underarten alboaxillaris som häckar på stäppen norr om Kaspiska havet anses dock vara utrotningshotad. Länge var den senaste häckningsobservationen från 1974, och 1994 bedömdes den som utdöd. 1997 återfanns en liten grupp på sex häckande par på stäppen vid södra spetsen av Uralbergen. Underarten bedöms idag uppgå till mindre än 100 individer. Världsbeståndet, inklusive amerikansk småspov, uppskattas bestå av mellan 1 800 000 och 2 650 000 vuxna individer.

### Status i Sverige
I Sverige anses inte arten vara hotad och populationen tros vara ökande.

### Namn
Småspoven har förr dialektalt i Sverige kallats för quidbonde.